# Batracomorphus molestia
Batracomorphus molestia är en insektsart som beskrevs av George Willis Kirkaldy 1906. Batracomorphus molestia ingår i släktet Batracomorphus och familjen dvärgstritar. Inga underarter finns listade i Catalogue of Life.